# フアン・ババウタ
フアン・ネカイ・ババウタ（英語: Juan Nekai Babauta, 1953年9月7日 - ）は、北マリアナ諸島・サイパン島出身の政治家。第6代北マリアナ諸島知事(2002年1月14日 - 2006年1月9日: 通算1期)。

## 経歴・人物
1953年9月7日、ババウタは北マリアナ諸島サイパンのタナパグ地区で、9人きょうだいの長男として生まれた。

### 学歴
サイパンの小学校を卒業後、アメリカ合衆国・バーモント州のエノスバーグ・フォールズの酪農場にホームステイをしながら、エノスバーグ・フォールズ高校に通った。1976年、イースタン・ニューメキシコ大学でアメリカ史及び政治学の学士号、政治学の修士号を取得、1977年の4月から8月までサイパン島を拠点とする太平洋諸島信託統治領の健康プランナーとして勤務した。 1979年にシンシナティ大学で健康計画の修士号を取得後、同年5月から1986年1月まで、北マリアナ諸島健康計画開発庁（Commonwealth Health Planning and Development Agency）の事務局長を務めた。

### 政治家として
ババウタは1985年11月、サイパンと北マリアナ諸島の市町村を含む第3区から北マリアナ諸島上院選挙に出馬、当選した。1986年1月から1988年1月まで上院の議長を務め、財政問題委員会、保健・教育・福祉委員会などの委員長を歴任した。1989年、第3代北マリアナ諸島住民代表に選出され、3期4年の間、代表を務めた。
2001年11月の北マリアナ諸島知事選挙では、副知事候補のディエゴ・T・ベナベンテと共に出馬。 誓約党候補のベニグノ・フィティアル、民主党候補のヘスス・C・ボルハ、前知事で改革党候補のフロイラン・テノリオを破り、当時としては最多得票となる5,512票を獲得して当選した。
2005年、ベナベンテと共に北マリアナ諸島知事選挙で2期目の当選を目指したが、誓約党候補のベニグノ・フィティアルと無所属のハインツ・ホフシュナイダーに次ぐ3位となり、共和党史上最悪の敗北を記録した。その後、2009年にも知事選挙への出馬を目指し、ガルビン・S・デレオン・ゲレーロ（Galvin S. Deleon Guerrero）と共に共和党候補の予備選に出馬したが、前回無所属から出馬したホフシュナイダーに敗れた。

### その後の経歴
2007年から2009年まで『Homeland Magazine』の出版社で働いていた。
2010年、ババウタは共和党員として北マリアナ諸島のアメリカ合衆国下院代議員に立候補し、現職のグレゴリオ・サブラン、 誓約党のジョセフ・カマーチョ、民主党のイエス・ボルハと1議席を争った。結果、現職のサブランが2期目の当選を果たし、ババウタは3位に沈んだ。
2014年、無所属として再び知事選に出馬。カジノやギャンブルの誘致を主張し、共和党が予備選を行わなかったことを批判した。結果は、現職で共和党候補のエロイ・イノスに敗れ落選。2018年にも再び無所属から知事選に出馬したが、共和党現職ラルフ・トーレスに敗れている。